# Stomorska
Stomorska je naselje in istoimenski zaliv na otoku Šolti na Hrvaškem, ki upravno spada pod občino Šolta; le-ta pa spada pod Splitsko-dalmatinsko županijo.

## Geografija
Kraj leži  na severovzhodni obali Šolte, jugozahodno od naselja Nečujam. Stomorska, ki leži ob  istoimenskem zalivu je najstarejše naselje na otoku. Sedaj je Stomorska izrazito turistično središče. V naselju je mali pristan in avtokamp. Mali pristan, v katerem občasno pristajajo tudi trajekti iz Splita, ima pri pomolu globino morja do 4 metre. Pristan je odprt severnim vetrovom, zato je ob burji morje v zalivu vzvalovano.

## Demografija
| Pregled števila prebivalcev po letih | Pregled števila prebivalcev po letih | Pregled števila prebivalcev po letih | Pregled števila prebivalcev po letih | Pregled števila prebivalcev po letih | Pregled števila prebivalcev po letih | Pregled števila prebivalcev po letih | Pregled števila prebivalcev po letih | Pregled števila prebivalcev po letih | Pregled števila prebivalcev po letih | Pregled števila prebivalcev po letih | Pregled števila prebivalcev po letih | Pregled števila prebivalcev po letih | Pregled števila prebivalcev po letih | Pregled števila prebivalcev po letih | Pregled števila prebivalcev po letih |
| ------------------------------------ | ------------------------------------ | ------------------------------------ | ------------------------------------ | ------------------------------------ | ------------------------------------ | ------------------------------------ | ------------------------------------ | ------------------------------------ | ------------------------------------ | ------------------------------------ | ------------------------------------ | ------------------------------------ | ------------------------------------ | ------------------------------------ | ------------------------------------ |
| 1857                                 | 1869                                 | 1880                                 | 1890                                 | 1900                                 | 1910                                 | 1921                                 | 1931                                 | 1948                                 | 1953                                 | 1961                                 | 1971                                 | 1981                                 | 1991                                 | 2001                                 | 2011                                 |
| 112                                  | 0                                    | 165                                  | 199                                  | 294                                  | 295                                  | 213                                  | 312                                  | 312                                  | 286                                  | 303                                  | 206                                  | 101                                  | 117                                  | 199                                  | 241                                  |

## Gospodarstvo
Iz nekdaj izrazito pomorske dejavnosti (pomorski prevozi) se sedaj prebivalci ukvarjajo predvsem s turizmom; v kraju sta avtokamp in hotel »Olint« in ribolovom ter ribogojništvom.

## Zgodovina
Razvoj kraja se je pričel v začetku 17. stoletja. Nad naseljem na griču Vela straža
stoji baročna cerkev Gospa od Stomorije (odnosno Gospe od Bori - Sv. Marije). Po imenu te cerkvice je kraj tudi dobil svoje ime.